# Atentado de Marquina
El atentado de Marquina consistió en un tiroteo ejecutado el 20 de septiembre de 1980 por la organización terrorista ETA en Marquina, tomando como objetivo a un grupo de agentes de la Guardia Civil que almorzaban en un bar de la localidad vizcaína. Cuatro guardias resultaron asesinados en el que fuera uno de los atentados más mortíferos de 1980, año en el que ETA causó más muertes que en ningún otro.

## Contexto
El tiroteo fue el primer atentado de ETA desde que el Gobierno de Suárez superase una cuestión de confianza, y el primero también desde que el Partido Nacionalista Vasco acordase regresar al Congreso de los Diputados luego de una breve disputa. Por otra parte, siete meses antes del ataque que se cobraría las vidas de cuatro guardias civiles desplegados para proteger la Fábrica de Armas Esperanza y Cía. en Marquina, ETA había tendido una emboscada y asesinado a seis agentes del instituto armado que habían estado custodiando armas en tránsito desde la misma fábrica, en un atentado cerca de Ispáster.

## El atentado
El bar atendía normalmente a unos veinte clientes durante la hora del almuerzo y era popular entre los agentes de la Guardia Civil, ya que se encontraba a solo 200 metros de su cuartel en la localidad. La entrada principal solía estar cerrada a la hora citada una vez estaba completo el aforo, con una entrada trasera disponible para quienes llegaban tarde. A las 14:40 solo había ocho personas presentes en el establecimiento, incluidos dos trabajadores, dos empleados postales y los cuatro guardias civiles, cuando un hombre de unos 25 años entró al bar y tomó una copa antes de irse. Poco después, Laura Arrieta Larreate, la hija de 15 años de los dueños del local, interrumpía su limpieza de las mesas para atender la llamada con los nudillos de alguien en la puerta trasera. Tres hombres irrumpieron entonces en el lugar y, tras aproximarse rápidamente a la mesa donde comían los cuatro agentes, les ametrallaron en la cabeza y garganta. Los cuatro murieron en el acto, mientras los agresores escapaban en un automóvil robado apenas una hora antes a punta de pistola a su dueño, quien fue encontrado más tarde atado y amordazado cerca de una colina en Elgóibar. El subsiguiente análisis forense en la escena encontró numerosos casquillos de 9 × 19 mm Parabellum, uno de los cartuchos preferidos de ETA según las fuerzas de seguridad.

## Arrestos y condenas
Uno de los sospechosos de participar en el ataque, José Ramón Foruria Zubialdea alias «Foru», fue acusado de proporcionar información al comando Éibar de ETA, incluyendo un plano del bar. «Foru» había huido desde España a Venezuela en 1982, tras el arresto de un primo de quien temía revelase su cooperación con ETA, y cuando fue extraditado a España en septiembre de 2003, admitió haber suministrado información a la organización terrorista pero negó estar involucrado en el atentado de Marquina. En el juicio correspondiente fue hallado culpable y sentenciado a 40 años en prisión, pero fue excarcelado en agosto de 2011 por problemas de salud, ya que padecía un cáncer de vejiga.
En 1984, Jaime Rementería Beotegui fue condenado por su participación en el atentado, sentenciado a prisión y a una multa de 60 millones de pesetas. Habiendo cumplido cárcel desde agosto de 1983, fue puesto en libertad en enero de 2004. Fidel González García, que prestó su vehículo a los autores para que viajasen a la zona y los alojó durante varios días, antes y después del crimen, recibió la misma condena. Otros dos acusados, José Carlos García Ramírez y Ángel María Recalde Goicoechea, fueron absueltos en el mismo proceso judicial.